# 坎塔拉纳
坎塔拉纳（義大利語：Cantarana），是意大利阿斯蒂省的一个市镇。总面积9.77平方公里，人口1001人，人口密度102.5人/平方公里（2009年）。ISTAT代码为005018。

## 友好城市
- 法國 尚特赖讷